# Sa majesté des clones
Sa majesté des clones est un roman de science-fiction écrit par Jean-Pierre Hubert et édité en avril 2002 chez Mango Jeunesse  (ISBN 2-7404-1386-6). C'est un roman de robinsonnade mettant en scène des enfants et des adolescents sur fond de clonage d'êtres vivants.

## Titre et référence
Le roman rappelle, dans le cadre de la science-fiction, le roman Sa Majesté des mouches.

## Résumé
Les redoutables Arachnos, des extraterrestres ressemblant à de monstrueuses araignées, attaquent le vaisseau-école « Mentor » occupé par des Humains.
Fuyant l'attaque par une navette spatiale, une vingtaine d'enfants et adolescents humains (surtout des garçons) arrivent sur une planète déserte. Ces « Robinson de l'espace » doivent désormais apprendre à survivre dans un environnement hostile, d'autant que des rivalités menacent leur groupe : deux camps ennemis voient le jour. 
L'un des deux groupes découvre l'épave d'un vaisseau arachno renfermant une mystérieuse machine capable de cloner les êtres vivants. Des animaux hybrides sont créés. Destinés à la consommation de viande, ces animaux s’avèrent rapidement être un danger incontrôlable.